# IV Korpus (UHA)
IV Korpus – korpus Ukraińskiej Armii Halickiej, którego formowanie nie zostało ukończone z powodu ofensywy polskiej i przejścia oddziałów UHA za Zbrucz, na teren Ukraińskiej Republiki Ludowej.
W czerwcu 1919 Naczelna Komenda UHA z gen. Ołeksanderm Hrekowem podjęła decyzję utworzenia 8 nowych brygad piechoty, wchodzących w skład dwóch korpusów – IV i V. Dowódcą korpusu mianowano gen. Mykołę Hembacziwa, a szefem sztabu płk Mykołę Kakurina.
W czasie ofensywy czortkowskiej utworzono sztaby i rozpoczęto formowanie 14 Stanisławowskiej, 15 Terebowlańskiej, 16 Czortkiwskiej, 17 Buczackiej, 18 Ternopilskiej i 21 Zbaraskiej brygad piechoty.
Jednak po przejściu Zbrucza sztaby rozformowano, a żołnierzy wcielono do innych jednostek UHA. Wyjątkiem była 14 Brygada Piechoty UHA, którą włączono do III Korpusu UHA w miejsce 1 Brygady Górskiej UHA, która została odcięta od własnych oddziałów i zmuszona do przejścia granicy Czechosłowacji, gdzie została internowana.